# SportPesa
SportPesa — це новинний ресурс та сервіс спортивних ставок, що працює у Кенії, Танзанії, Південній Африці, Нігерії, Італії, Ірландії, на острові Мен та у Британії, де діє спільно з TGP Europe.

## Право власності
SportPesa у Кенії належала та управлялась компанією Pevans East Africa, компанією з акціонерами здебільшого Кенії, Болгарії та США. Sportpesa в Італії належить RCS Media, це найбільша медіакомпанія країни.

## Спорт
SportPesa інвестувала в розвиток місцевих спортивних ліг та турнірів у Кенії та Танзанії.
Компанія підписала угоди про партнерські відносини з командами з футболу, регбі, боксу, автоспорту, легкої атлетики, гольфу та кабадді.
Компанія була спонсором різних турнірів, серед них 2014 Wambia Memorial — турнір з футболу в Какамезі, меморіальний футбольний турнір на честь Френсіса Менґі в Кітуї, футбольний турнір Obulala тощо.
З більш ніж 100 аматорських команд із найробійських регіонів, зареєстрованих для участі, турнір Super 8, яким керує Extreme Sports Limited, 2016 року за фінансової підтримки SportPesa перетворився на повноцінну лігу з метою покращення місцевого футболу, а кілька гравців приєдналися до основних кенійських команд.

### Кенія
У футболі компанія співпрацює з кенійською прем'єр-лігою, спонсорує клубні змагання у вищій лізі, а також це ключовий спонсор Harambee Stars та Harambee Starlets, національних чоловічих та жіночих команд Кенії відповідно. Це партнерство допомогло встановленню зв'язків з британськими клубами Арсенал, Саутгемптон та Галл Сіті.
Ключовим завданням контракту з Федерацією футболу Кенії є забезпечення розвитку країни як футбольної нації, із метою відбору на Чемпіонат світу з футболу 2022 року.
У лютому 2017 року команда, яка отримала назву SportPesa All-Stars, вибрана з 16 клубів Прем'єр-ліги Кенії, стала першою в історії країни командою, яка виступала в Англії, де програла Гал Сіті на стадіоні KC з рахунком 2-1.
Компанія також уклала угоду на 20 років з Кенійською прем'єр-лігою щодо сприяння проведенню турніру, який проводиться під час шкільних канікул у квітні, серпні та грудні.
Наприкінці кожного сезону найкращі гравці, тренери та менеджери команд збираються на престижні нагороди «Футболіст року» (FOYA), де вітають переможців, які обираються спільною групою тренерів SJAK та KPL, а Гравець року виграє 1 млн шилінгів (прибл. 10 тис. $).
SportPesa також є спонсором команди з регбі «Kenya Sevens», Гор Магія та AFC Leopards, а також команди другого дивізіону Nakuru All Stars. Спонсорську підтримку команд Кенії було призупинено після відкликання урядом Кенії ліцензії компанії. 28 вересня 2019 року Sportpesa остаточно закрила бізнес у Кенії. Посилаючись на високий податок, що сягає 20 %.
У вересні 2020 року компанія Milestone, що є афілійованою з SportPesa, заплатила 200 тис. шилінгів за отримання ліцензії в Кенії та надала гарантії відповідності вимогам. У грудні Рада з контролю за ставками та ліцензування (BCLB) звинуватила Milestone Games Limited в отриманні ліцензії від однієї групи власників з метою передачі частки іншій особі, таким чином обійшовши вимоги щодо належної перевірки. Тим самим повернення компанії на кенійський ринок було повторно заблоковано. Після кількох обшуків у офісах компанії в Найробі, влада країни депортувала 14 працівників компанії, звинувативши їх у організації незаконних азартних ігор. SportPesa була серед 19 компаній, чиї ліцензії були припинені 2019 року.

### Танзанія
SportPesa укладає спонсорські контракти з клубами Сімба та Янг Афріканс, двома провідними клубами прем'єр-ліги Танзанії. Ці команди підписали п'ятирічні спонсорські угоди. Крім того, SportPesa спонсорував клуб Сінгіда Юнайтед протягом року після включення його до Прем'єр-ліги Танзанії.

### Південна Африка
У серпні 2017 року SportPesa оголосив, що підписав спонсорські угоди з ФК Кейптаун Сіті, який виступає в Прем'єр-лізі футболу Південної Африки (PSL).

### Формула 1
13 лютого 2019 року було оголошено, що SportPesa став титульним спонсором команди Racing Point F1 на сезон 2019 року. Команда була офіційно зареєстрована як SportPesa Racing Point F1 Team. 17 лютого 2020 року генеральний директор Racing Point Отмар Сафнауер оголосив, що SportPesa більше не є титульним спонсором команди через те, що компанія «мала певні труднощі на своєму внутрішньому ринку».

### Глобальне партнерство
На даний момент SportPesa має партнерські стосунки з трьома англійськими футбольними клубами — Халл Сіті, Арсеналом, Саутгемптоном.
16 лютого 2020 року Евертон оголосив, що партнерство зі SportPesa припиниться після сезону 2019-20, достроково розірвавши 5-річний контракт з клубом.

## Суперкубок SportPesa
У червні 2016 року SportPesa оголосив про перший Суперкубок SportPesa — футбольний турнір за олімпійською системою з восьми команд, в якому взяли участь чотири команди з Кенії та Танзанії. Перше видання відбулося в Танзанії, переможцем став клуб із Кенії Гор Магія. Переможець Суперкубку SportPesa зіграв з Евертоном 13 липня 2017 року.

## Визнання та нагороди
2016 року SportPesa виграла африканську нагороду від Discovery Sports Industry Awards (DSIA). 2017 року компанію визнано «супербрендом», вона посіла 13 місце в рейтингу найкращих компаній Кенії.